# Đường Nhuệ
Nguyễn Xuân Đường (sinh năm 1971) hay còn được biết đến với cái tên Đường Nhuệ là một giang hồ mạng, nhà kinh doanh, người cho vay nặng lãi kiêm diễn viên điện ảnh nghiệp dư người Việt Nam. Ông nổi tiếng vì những phát ngôn rao giảng đạo đức trên mạng xã hội cùng những hoạt động như đòi nợ thuê, bảo kê, đánh người, chiếm đoạt tài sản, ăn chặn tiền hoả táng.

## Đầu đời
Đường Nhuệ tên thật là Nguyễn Xuân Đường, sinh năm 1971 ở xã Nam Cao, huyện Kiến Xương, tỉnh Thái Bình trong một gia đình có bố là giáo viên, mẹ là công nhân nhà máy tơ Thái Bình. Năm Đường lên bảy, mẹ ông bỏ gia đình theo người đàn ông khác. Bố Đường là Nguyễn Xuân Nhuệ phải một mình lo cho hai đứa con (Đường và em gái Đường). Cuộc sống của gia đình Đường sau đó phụ thuộc phần lớn vào lượng gạo được phân phát. Có thời điểm, Đường và cả nhà phải ăn cơm độn sắn, độn khoai vì thiếu gạo. Năm 1984, bố Đường đi bước nữa, đến hai năm sau thì có thêm con trai. Vì cuộc sống khó khăn nên vừa học hết lớp 8, Đường bị bố gửi về quê. Tuy nhiên, chỉ một thời gian sau, ông đã quay lại thành phố để tiếp tục bổ túc văn hóa.
Sau khi hoàn thành chương trình học, Đường Nhuệ sang lao động ở Nga. Trong một lần xô xát ở chợ, ông đánh nhau với người bản xứ và bị kết án 5 năm tù. Khi mãn hạn tù, Đường cưới vợ và chuyển sang làm nghề bảo kê mại dâm. Một thời gian sau, ông chuyển sang thành phố khác sinh sống. Năm 2007, Đường về nước và tham gia một số vụ đánh người, gây rối trật tự công cộng. Năm 2014, ông tham gia vào một vụ hành hung khi đánh người trong trụ sở công an phường Trần Lãm, thành phố Thái Bình và bị khởi tố vì tội "cố ý gây thương tích". Tuy nhiên đến giữa năm 2015, công an thành phố này ra quyết định đình chỉ vụ án vì "chưa xác định được nghi can". Theo thông tin từ phía công an, tính từ năm 2010, Đường Nhuệ có liên can tới khoảng 20 vụ vi phạm pháp luật, tuy nhiên hầu hết đều do "đàn em" của Đường thực hiện.

## Hoạt động kinh doanh
Năm 2015, Đường Nhuệ và vợ mở công ty bất động sản Đường Dương. Công ty này hoạt động trong suốt 5 năm (từ 2015 đến 2020) nhưng chưa từng đóng thuế cho nhà nước Việt Nam. Hoạt động của công ty này chủ yếu là dựa đấu giá đất, sau đó bán lại cho người khác để thu lợi nhuận. Công ty của Đường Nhuệ thường chọn những lô đất có vị trí quan trọng và có giá trị lớn. Năm 2017, Đường và vợ tiếp tục thành lập tổ chức "Hiệp hội tang lễ tỉnh Thái Bình" do Đường làm chủ tịch. Trong giai đoạn từ năm 2017 đến năm 2020, Đường dùng nhiều phương thức để cưỡng đoạt tiền của 25 cơ sở dịch vụ tang lễ ở Thái Bình, ban hành quy chế và ép buộc chủ các cơ sở này phải nộp tiền, đồng thời thu phí dịch vụ 500 nghìn đồng cho mỗi ca hỏa táng. Theo Công an tỉnh Thái Bình, Đường Nhuệ và những người liên quan đã "chiếm đoạt tổng số tiền gần 2,5 tỷ đồng".
Bên cạnh đó, Đường còn tiến hành cho vay nặng lãi với lãi suất có thời điểm gấp 6 lần lãi suất của nhà nước Việt Nam, với mức lãi suất dao động từ 20 đến 30%. Năm 2017, Nguyễn Văn Lẫm, Giám đốc Công ty Lâm Quyết vay Đường Nhuệ 1,7 tỉ đồng, tuy nhiên do không trả đúng hạn nên Quyết bị Đường cho đàn em xuống chiếm đóng trụ sở công ty và ngủ tại đó, đồng thời đuổi nhân viên công ty ra ngoài và đập phá tài sản của công ty này. Sau vụ việc, công an Thái Bình ra quyết định khởi tố Đường Nhuệ nhưng sau đó quyết định trên đã bị cơ quan này huỷ bỏ.

## Hoạt động bên lề
Đường Nhuệ từng tham gia đóng một số phim trên YouTube như Gã giang hồ, Luật lệ giang hồ, Tỷ phú đè đại gia, Chạm mặt giang hồ của đạo diễn Đức Thịnh. Theo vị đạo diễn này, Đường là người ham mê đóng phim nên thường tặng tiền cho đoàn làm phim. Ông thậm chí còn tặng Đức Thịnh một kênh YouTube. Các vai diễn do Đường Nhuệ đảm nhiệm đều thể hiện một hình mẫu con người hào hiệp, sống nghĩa khí, sẵn sàng bảo vệ những người yếu thế. Trong phim Chạm mặt giang hồ, ông từng đóng chung với Phú Lê, cũng là một giang hồ mạng khác. Cả hai cũng từng tham gia với nhau trong video ca nhạc "Đời là thế thôi", ca khúc từng vươn lên top 1 tab thịnh hành YouTube Việt Nam, hiện nay có trên 127 triệu lượt xem. Bên cạnh đóng phim, Đường còn tự phong cho mình là võ sư và thường xuyên tham gia các hoạt động từ thiện. Ngoài ra, ông cũng tổ chức nhiều bữa tiệc hoành tráng với những khách mời là nhân vật nổi tiếng trong ngành công nghiệp giải trí Việt Nam. Tháng 10 năm 2016, Đường Nhuệ tổ chức đêm tiệc sinh nhật kỷ niệm 46 tuổi với tên gọi "Hội tụ anh em", thu hút khoảng 50 nghệ sĩ tham gia. Trên mạng xã hội, ông và vợ thường đăng tải những hình ảnh khoe đất, khoe tiền, ăn chơi xa xỉ.

## Bị bắt và xử lý hình sự
Ngày 7 tháng 4 năm 2020, Công an tỉnh Thái Bình khởi tố vụ án "cố ý gây thương tích", đồng thời khởi tố 3 bị can, trong đó có Đường Nhuệ và vợ ông. Sau đó, Đường lên mạng đăng ảnh kèm dòng trạng thái "Không nói gì". Dòng trạng thái này được nhiều người chú ý và gửi lời động viên, trong đó có Phú Lê. Ngày 10 tháng 4 năm 2020, sau lệnh bắt tạm giam, công an tỉnh Thái Bình phát lệnh truy nã toàn quốc với Đường Nhuệ do ông đã bỏ trốn khỏi địa phương. Đến 21 giờ cùng ngày, công an đã bắt được Đường khi ông đang trốn ở Hà Nam. Ngày 21 tháng 4, công an tỉnh Thái Bình khởi tố Đường vì vụ đánh người tại phường Trần Lãm năm 2014 và vụ xâm nhập chỗ ở của người khác vào năm 2017. Một ngày sau, Đường tiếp tục bị khởi tố thêm vì hành vi "cưỡng đoạt tài sản" trong thời gian ông làm chủ tịch Hiệp hội tang lễ Thái Bình. Phó Thủ tướng Trương Hòa Bình yêu cầu "làm rõ những vi phạm pháp luật của Nguyễn Xuân Đường cùng đồng phạm"; trong khi đó Thứ trưởng Bộ Công an Lương Tam Quang cho biết đã chỉ đạo công an Thái Bình tiến hành điều tra, "làm triệt để, không có vùng cấm và không bỏ lọt tội phạm, không để oan người vô tội".
Trong phiên tòa cuối tháng 8 năm 2020, Đường Nhuệ không cần luật sư biện hộ mà cho biết sẽ tự mình tranh tụng. Trong phiên tòa này, Đường nhận mức án 3,5 năm tù. Những người liên quan đến vụ án là vợ Đường và các đàn em lần lượt bị phạt 2 đến 3 năm tù. Đường dự kiến phải ra tòa trong phiên tòa giữa tháng 9 năm 2021 vì tội "xâm phạm chỗ ở" nhưng phiên tòa đã bị hoãn vì Đại dịch COVID-19. Ngày 18 tháng 10 cùng năm, phiên tòa được mở lại và Đường Nhuệ bị tuyên phạt 1 năm tù. Trong phiên tòa vào tháng 11, Đường Nhuệ tiếp tục bị tuyên án 15 năm tù giam vì hành vi "cưỡng đoạt hơn 2,5 tỷ đồng của các cơ sở hỏa táng".

## Đời tư
Trong thời gian lao động ở Nga, Đường kết hôn với một phụ nữ ở đó. Hai người có với nhau một đứa con trước khi Đường về nước. Năm 2008, Đường Nhuệ kết hôn với Nguyễn Thị Dương (sinh năm 1980), người Thái Bình. Bà là một doanh nhân nổi tiếng trong giới thiện nguyện tỉnh Thái Bình và từng được Chủ tịch nước Trương Tấn Sang tặng Kỷ niệm chương vinh danh nữ doanh nhân xuất sắc nhất. Đường Nhuệ và vợ có với nhau hai người con, con gái là Thư Đường, hiện đang sống ở Canada và con trai 11 tuổi. Bên cạnh đó, Đường Nhuệ còn có một người con nuôi tên là Bùi Mạnh Tiến, biệt danh Tiến "Trắng", hiện đang chấp hành án tù vì tội hành hung. Ngoài ra, Đường Nhuệ còn giữ mối quan hệ thân thiết với một số ca sĩ như Quang Hà, Du Thiên và được những người này coi là "anh em".